# Panorama
Panorama (trong Nhiếp ảnh) (có nguồn gốc từ tiếng Hy Lạp: πᾶν - "tất cả" và ὅραμα - "cảnh", có nghĩa là "toàn cảnh") là cách chụp hình một không gian dưới 1 góc rộng bất kì. Thuật ngữ Panorama còn được dùng nhiều trong sơn, vẽ, nhiếp ảnh, phim / video, hay mô hình ba chiều.

## Lịch sử ra đời
Khái niệm Panorama ban đầu được một họa sĩ người Ailen là Robert Barker sử dụng để mô tả bức tranh toàn cảnh của ông về Edinburgh. Năm 1792 có 1 cuộc triển lãm được khai mạc ở London lấy tên là "The Panorama".
Trong giữa thế kỷ 19, bức tranh toàn cảnh và các mô hình đã trở thành một cách rất phổ biến để đại diện cho phong cảnh và các sự kiện lịch sử. Khán giả châu Âu trong giai đoạn này đã vui mừng bởi các khía cạnh của ảo tưởng, đắm mình trong một bức tranh toàn cảnh 360o và cho cảm giác đứng trong một môi trường mới. Năm 1881, họa sĩ vẽ tranh biển Hà Lan Willem Hendrik Mesdag đã sáng tác và cho xuất bản "the Panorama Mesdag of The Hague" với chiều cao hơn 14 mét, đường kính 40 mét (chu vi khoảng 120 mét).

## Panorama trong nhiếp ảnh

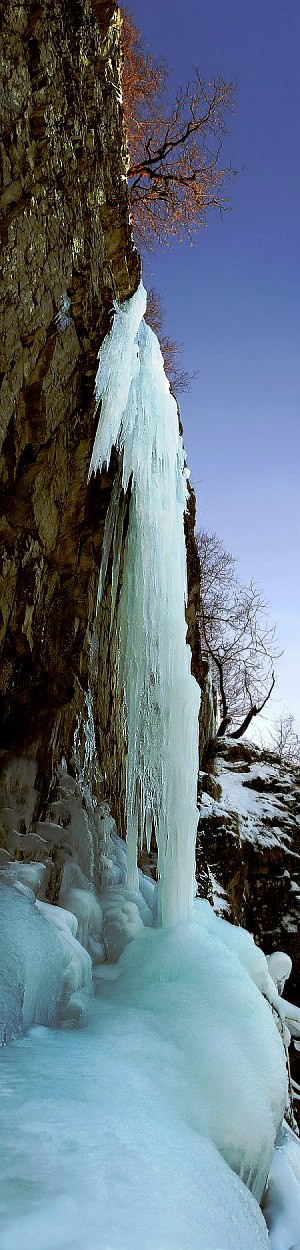
Vertorama

Trong nhiếp ảnh, kỹ thuật chụp Panorama thường được dùng để chụp tranh phong cảnh theo chiều ngang. Máy ảnh thông thường chỉ chụp với một góc 90 độ nên người sử dụng khó có thể thu lại toàn cảnh không gian như họ mong muốn, còn panorama phải đạt ít nhất là 110 độ và đôi khi có thể lên đến 360 độ.
Ngày nay với việc sử dụng phổ biến của máy ảnh kỹ thuật số, các dòng máy ảnh chuyên nghiệp DSLR hoặc thậm chí dòng máy du lịch cũng cho phép người dùng dễ dàng ứng dụng kỹ thuật chụp Panorama nhờ các phần mềm có sẵn trong máy hoặc dùng AutoPano, Panorama Make, Photoshop.

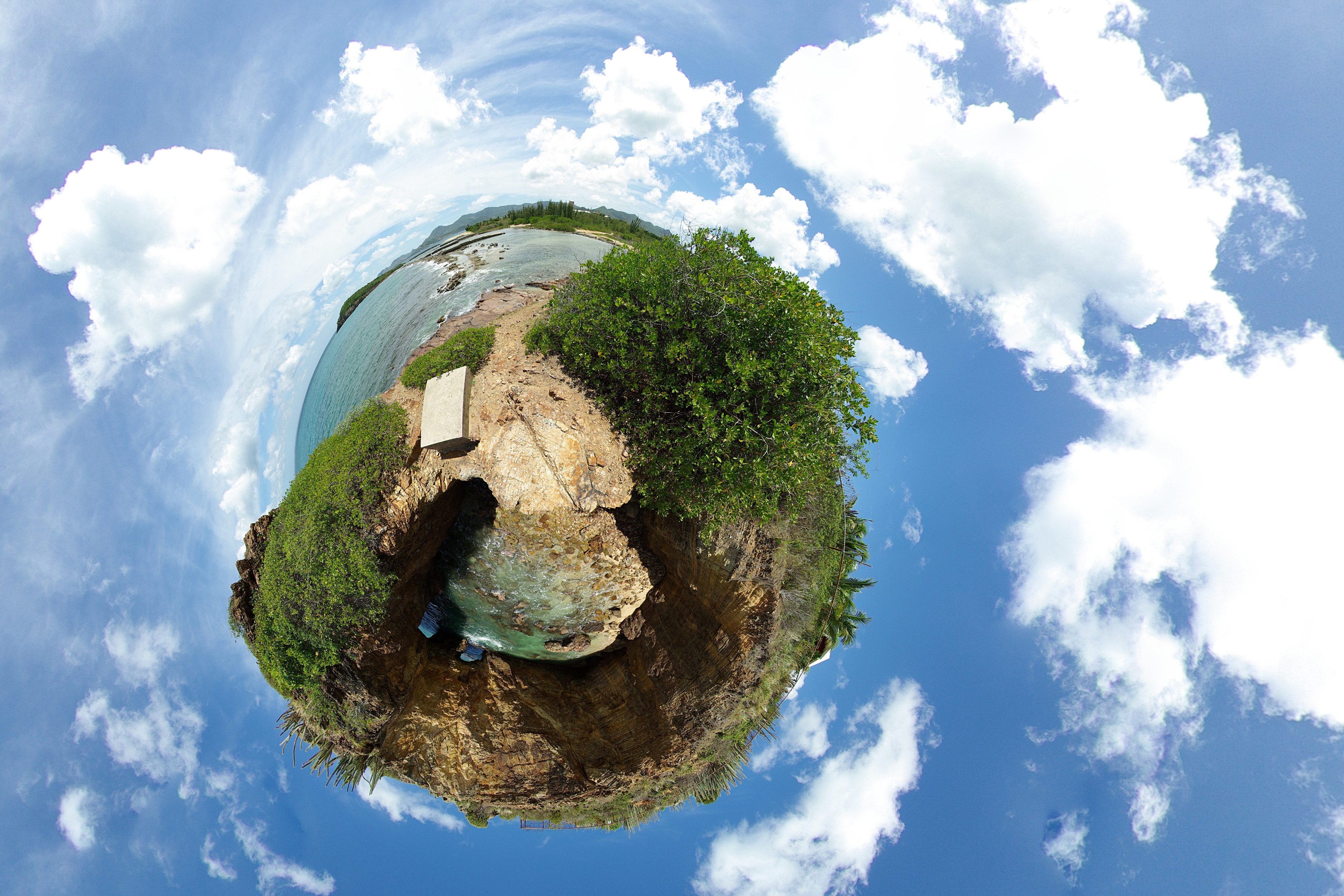
Polar Panorama

## Phân loại
Ảnh panorama được chia làm nhiều loại, trong đó phổ biến nhất là các tác phẩm có khung hình rộng (chiều rộng lớn hơn nhiều lần chiều cao) và vertorama (vertical panorama - ghép nhiều ảnh với nhau theo chiều dọc), sphere (hình cầu), cubic (lập phương) cylindrical (hình trụ).v.v.
Một kiểu panorama khác là Polar Panorama, tức biến không gian thành một hành tinh nhỏ.